# Shuri-ryū
Shuri-ryū (首里流) és un estil de karate fundat per Robert Trias (1923-1989), va ser la primera persona a ensenyar el karate als Estats Units, i va obrir el seu primer dojo el 1946 a Phoenix, Arizona. Més tard, el 1948 es va formar la primera associació de karate als EUA, United States Karate Association (USKA). El USKA va esdevenir una de les majors associacions de karate al país, els seus membres inclouen gairebé tots els millors instructors de karate del país. El shuri-ryū es practica en gran part dels Estats Units, parts d'Europa i sud America. Aquest estil està íntimament relacionat amb els estils: shōrei-gōjū-ryū, shōrei-ryū i shōrei-kai.